# Mistrovství Evropy v zápasu řecko-římském 1978
Mistrovství Evropy v zápasu řecko-římském 1978 se konalo v Sofii, Bulharsko.

## Výsledky

### Muži
| Kategorie | Zlato                | Stříbro          | Bronz         |
| --------- | -------------------- | ---------------- | ------------- |
| 48 kg     | Constantin Alexandru | Anatolij Bozin   | Dietmar Hinz  |
| 52 kg     | Vachtang Blagidze    | Lajos Rácz       | Nicu Gângă    |
| 57 kg     | Vladimir Pogudin     | Mihai Boţilă     | Józef Lipień  |
| 62 kg     | Kazimierz Lipień     | Ion Păun         | István Tóth   |
| 68 kg     | Ștefan Rusu          | Nikolai Dimov    | Károly Gaál   |
| 74 kg     | Ferenc Kocsis        | Anatolij Bykov   | Janko Šopov   |
| 82 kg     | Ion Draica           | Jan Dołgowicz    | Savo Jristov  |
| 90 kg     | Frank Andersson      | Keijo Manni      | Petre Dicu    |
| 100 kg    | Nikolaj Balbošin     | Georgi Rajkov    | József Farkas |
| +100 kg   | Roman Codreanu       | Aleksandar Tomov | József Nagy   |